# Stadio del Trampolino
Le Stadio del Trampolino est un tremplin de saut à ski située sur la commune de Pragela, en Italie. Il est construit à l'occasion des Jeux olympiques d'hiver de 2006 de Turin. Il accueille à cette occasion les épreuves de saut à ski ainsi que le concours du saut du combiné nordique.

## Description
Construit en 2004, le Stadio del Trampolino possède une capacité d'accueil de 8 055 spectateurs. L'altitude est comprise entre 1 650 m au sommet de la rampe jusqu'à 1 528 m dans l'aire d'arrivée. Le Stadio comprend deux rampes principales.

## Records
Le record sur grand tremplin est établi le 13 décembre 2008 par le Suisse Simon Ammann lors d'une épreuve de Coupe du monde avec un saut à 144 mètres. Le record sur tremplin normal est détenu par le Russe Dmitri Vassiliev et l'Allemand Michael Uhrmann avec une performance de 104,5 m réalisée pendant les Jeux olympiques de 2006.